# Menjar blanc
El menjablanc o menjar blanc és una crema d'ametlles que normalment es menja per a postres. Típic del Baix Camp, de les Terres de l'Ebre i de l'Alguer. S'elabora principalment amb ametlla, sucre, midó de blat de moro o d'arròs, (al Tarragonès acostuma a usar-se habitualment el midó d'arròs, mentre que a les Balears sol ser midó), pell de llimona i canyella. Per a en Josep Lladonosa i Giró es tracta de «un exemple de supervivència i adaptació de la cuina antiga als nous gustos».
Al menjar blanc de Menorca i al de l'Alguer no se sol usar ametlla sinó llet. S'aromatitza amb canyella i la pell de llimona directament i s'hi afegeix sucre i un espessidor, que pot ser midó d'arròs. Amb aquest menjar blanc es poden fer bunyols.
Al menjar blanc de Reus cal triturar ametlles amb aigua, deixar-ho reposar i colar el líquid obtingut, una llet d'ametlles que serà la que s'aromatitzi amb canyella i pell de llimona, s'ensucri i s'espesseixi amb midó d'arròs. Un aromatitzant tradicional per a aquestes postres a Reus és l'aigua de roses o aigua-ros amb canyella. A l'àrea de Tarragona, les Terres de L'Ebre i fins a Lleida, es pot trobar a les botigues un preparat natural en pols per a fer aquestes postres a casa (vegeu Menjablanc de Reus), semblants a les existents per a fer flams o crema catalana.

## Etimologia del mot
Possiblement el nom menjar blanc ve de la traducció del nom àrab ispidba o de l'arabopersa sepidba malgrat que Coromines referencia un mot, leucophag(i)um, menjar blanc, al Liber Elegantiarum de Joan Esteve, al segle xv.

## Origen i evolució històrica

### Origen
El consum de menjar blanc data de molt antic i està referenciat explícitament per escrit a l'època medieval. Receptes similars però amb altres noms sí que surten ja al De agricultura (segle II aC) de Marc Porci Cató Censorí i al Cibarium album (segle I dC) de Marc Gavi Apici. Als receptaris antics àrabs es troben receptes d'arròs amb llet i cremes d'arròs, però encara no de menjar blanc. L'arròs i el sucre, però, són d'origen àrab —l'arròs no comença a usar-se a la gastronomia catalana fins al segle xiv, i fins al xiii no apareix el mot en català per escrit— i l'ametlla és molt abundant a Catalunya, cosa que fa pensar a Rudolf Grewe que el plat és originari de la península Ibèrica.

### Època medieval
A l'edat mitjana existia en versió dolça, com a postres, que està documentada per escrit; però hi ha també una àmplia documentació de versions salades preparades amb gallina, llagosta, carbassa, peix, etc. A la cuina medieval catalana no era tan habitual separar el dolç per a les postres i el concepte de menjar blanc era bastant més ampli que l'actual, ja que, encara que tenia sucre, es tractava d'una mena d'escudella que solia tenir almenys algun dels ingredients salats mencionats. Existien versions «per a malalt», sense carn ni peix, i Arnau de Vilanova ja el recomana a convalescents i persones delicades, el 1310, amb capó o pits de pollastre. El menjar blanc apareix a diversos receptaris catalans de l'edat mitjana, en particular, per exemple, al Llibre de Sent Soví (1324), i sembla que aquesta és la primera recepta catalana que ens parla d'arròs. Ja en aquests receptaris té sempre com a ingredients fixos la llet d'ametlles i algun espessidor, com el midó o la farina d'arròs o només llet i algun espessidor, com encara es fa les illes Balears.
Al segle xi hi ha un manual de dietètica iranià en àrab, Al taqwin al silha, que fou traduït al català a l'edat mitjana, al qual hi havia un menjar blanc a base de farina d'arròs, llet i sucre. En l'actualitat el menjar blanc se sol menjar a l'hivern, pel seu elevat contingut calòric; a la cuina catalana medieval la versió dolça eren unes postres adaptades a la quaresma, una crema a la qual es treuen els ous i se substitueix la llet animal per llet d'ametlles. Sembla que el menjar blanc com a postres quaresmals va ser creat, o almenys popularitzat, per un monjo de la cartoixa d'Escaladei, als peus de Montsant, una vegada que els monjos van haver de servir un gran àpat durant la quaresma, que havia de complir els preceptes de la vigília. També es menjava als banquets i com a remei de malalts de classe alta.
El menjar blanc amb llet d'ametlles, dolç o salat, d'origen català, va gaudir d'una gran fama a l'Europa medieval i es va difondre, segons alguns autors, per alguns països com Castella, França, Anglaterra o Itàlia, mentre que d'altres consideren que es va difondre per «tot Europa». Als segles xiv i xvi apareixia a receptaris italians, francesos, britànics, castellans i portuguesos. El menjar blanc es considerava una «panacea universal a totes les corts d'Europa i Anglaterra».

### Època moderna
Al Renaixement, als països de llengua catalana es van mantenir les receptes medievals. Se segueix trobant la recepta de menjar blanc a tots els receptaris catalans de l'època; per exemple, a El llibre del coch (1520) de Robert Nola, es descriu com fer un menjar blanc de carabassa. En aquesta època encara era molt apreciat i apareixia en nombrosos receptaris i textos literaris, tant catalans com forasters. Els castellans van portar el menjar blanc, amb el nom de manjar blanco, a alguns països d'Amèrica llatina, com Perú o Cuba.
A l'època del barroc, a la qual la barreja de dolç i salat era molt característica de la gastronomia catalana, el menjar blanc encara es consumia i apareixia sovint als receptaris de cuina catalana. Per exemple, hi és en Avisos y instruciones per lo principiant cuiner i en Rafael d'Amat, baró de Maldà, en parla tant com de la crema catalana, almenys una dotzena de vegades, al seu Calaix de Sastre. A l'època era un dels dolços, amb la coca de llardons, per exemple, típics de Carnestoltes i de Sant Josep. Al segle xviii el cultiu d'arròs es va relacionar, com també el de les patates o les faves, amb el paludisme, cosa que va provocar la prohibició del seu cultiu, però no va evitar que es continués preparant el menjar blanc, amb midó, per exemple, un espessidor alternatiu a la farina d'arròs que ja s'utilitzava des de l'edat mitjana. De tota manera entre finals del segle xviii i començaments del xix es va començar a disposar d'arròs local una altra vegada.

### Delseglexixa l'actualitat
Al segle xix i principis del xx la versió dolça aromatitzada amb canyella i llimona era popular arreu de Catalunya. En aquesta època és present a nombrosos receptaris de cuina catalana, com per exemple a La cuynera catalana o el receptari de Felip Cirera. En parlar de l'evolució d'aquesta recepta s'ha de tenir en compte que als països de llengua catalana no es va començar a considerar saludable la llet de vaca fins a finals del segle xix, i encara al començament del segle xx, el baró de Maldà explica que el sol ús que se li donava era per a guarir malalts, i que la prenien d'amagat.
Actualment el menjar blanc es troba en versió dolça a Catalunya i la cuina àrab i del Magrib, com a postres o també es consumeix com a berenar o ressopó. L'aparença és una crema blanca (més espessa que el iogurt), gust dolç i suau. En el present, es continua elaborant a les confiteries del Tarragonès i també a la ciutat de Reus, que l'ofereixen en certes festes, com Pasqua. També es menja típicament a Reus, acompanyant el tortell, a la festa de Sant Blai o dia del Rotllo, el tres de febrer. Avui dia el seu consum ha disminuït però es pot trobar fàcilment en les dates assenyalades.

## Menjar blanc al món
A Anglaterra encara s'elabora, amb el nom de blancmange s'envasa en terrines. A la cuina del Magrib també es continua fent, per exemple a Turquia rep el nom de mullahebi i al Magrib de m'helvi.

### Menjablanc de Reus

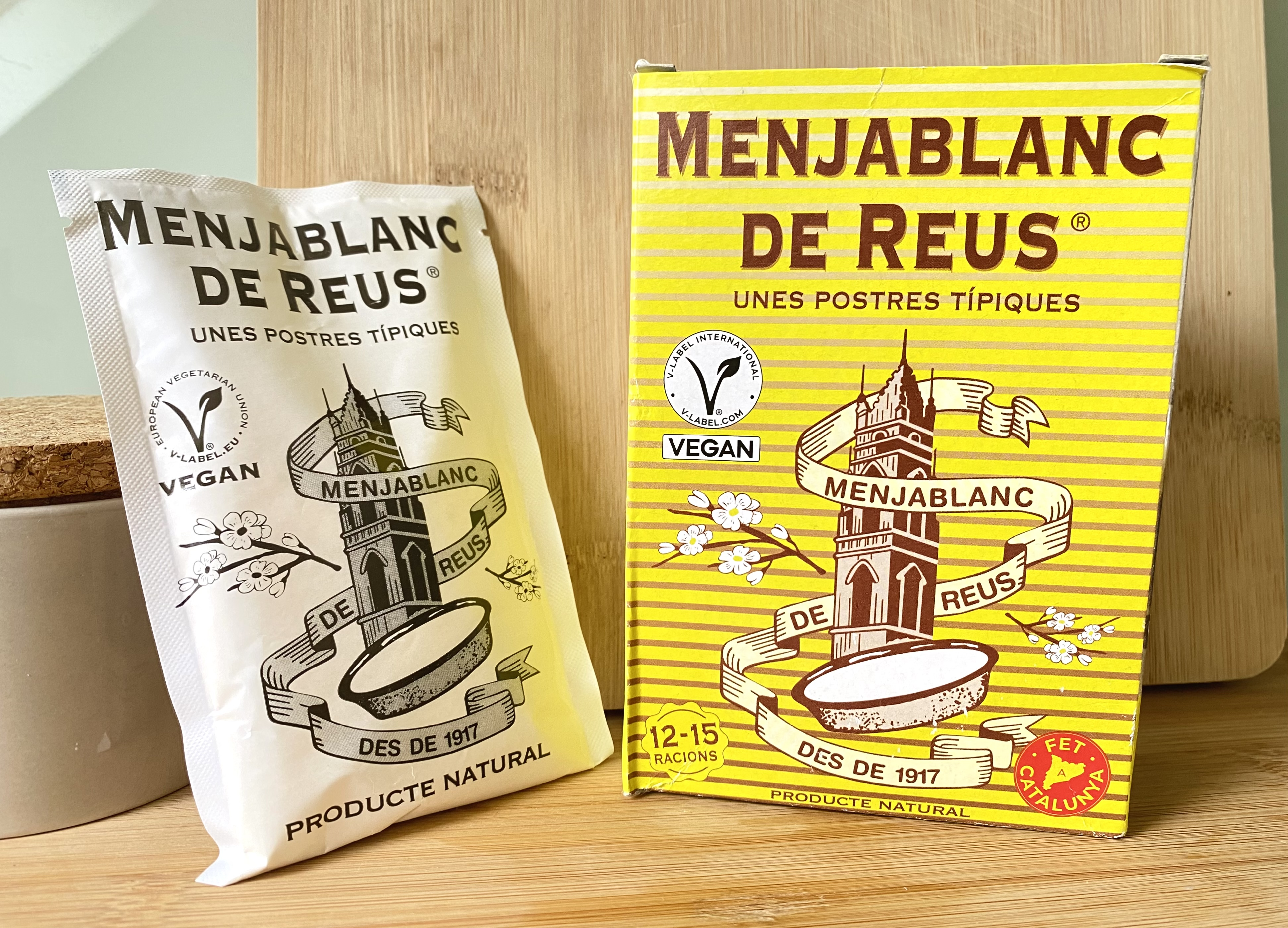
Frontal de la capsa i del sobre del menjablanc de Reus en pols de l'antiga Casa Fargas.

El Menjablanc de Reus és un preparat natural en pols per a l'elaboració del menjar blanc. Creat per Josep Maria Fargas, un botiguer que tenia un colmado a la plaça de la Farinera cantonada amb el carrer d'Aleus, Va començar a fabricar-se el 1917 per facilitar al gran públic l'elaboració d'aquestes postres mitjançant sobrets, que contenen l'ametlla, els midons, la canyella i la llimona en pols. La marca és propietat de Menjablanc de Reus S.L., administrada actualment per la família Franquet-Pons amb seu a la mateixa ciutat de Reus.

## Preparacions similars
Per a gastrònoms com en Jaume Fàbrega, el menjar blanc forma part de l'entorn del mató de monja. La salsa de Nadal eivissenca prové del menjar blanc medieval fet amb gallina. Un altre plat medieval similar, que també apareix al Llibre de Sent Soví, és la ginestrada, que consisteix en un menjar blanc amb llet d'ametlla al qual s'afegeixen safrà, panses i pinyons, i que deu el seu nom al color groc que pren amb el safrà, semblant al de la flor de la ginesta. A la cuina turca i altres cuines orientals encara subsisteixen versions salades–dolces de menjar blanc, semblants a les que es menjaven als països de llengua catalana a l'edat mitjana, amb carn o peix.
L'arròs amb llet, tal com és tradicional preparar-lo als països de llengua catalana, aromatitzat amb canyella i pell de llimona, amb arròs rodó i de manera que la llet quedi espessida amb el midó d'aquest arròs, és una mica semblant, tot i que la textura i l'acabat amb canyella en pols varia, al menjar blanc menorquí o sense ametlla. L'arròs amb llet es menja actualment a moltes cultures de tot el món. La llet merengada és una beguda que també es podria considerar una preparació semblant, però en aquest cas amb consistència més líquida, al menjar blanc preparat amb llet i sense ametlles.

## Curiositats
- Als llibres de cuina medieval, com per exemple el Llibre de totes maneres de potatges, hi apareixen dues versions de menjar blanc amb pollastre; en una, els trossos de pollastre es tallaven perpendiculars a les fibres mentre que a l'altra s'esquinçaven fibra a fibra. N'Arnau de Vilanova, metge del rei d'Aragó, recomanava al cuiner reial la versió tallada[33] encara que no se sap per quina raó la considerava més saludable.[19]
- A El Quixot, Cervantes el fa menjar a Quixot i Sancho Panza al seu pas per Barcelona. Ells són hostes d'Antonio Moreno, i un dia mengen amb ell i uns amics seus, «honorant tots i cadascun d'ells a dom Quixot com un cavaller andant», menjar blanc, que apareix en castellà amb el nom de manjar blanco.[34] També apareix als entremesos[35] del mateix autor.[36]
- En matemàtiques, el menjar blanc dona nom a una corba.[37][cal citació]